# Maison Biros

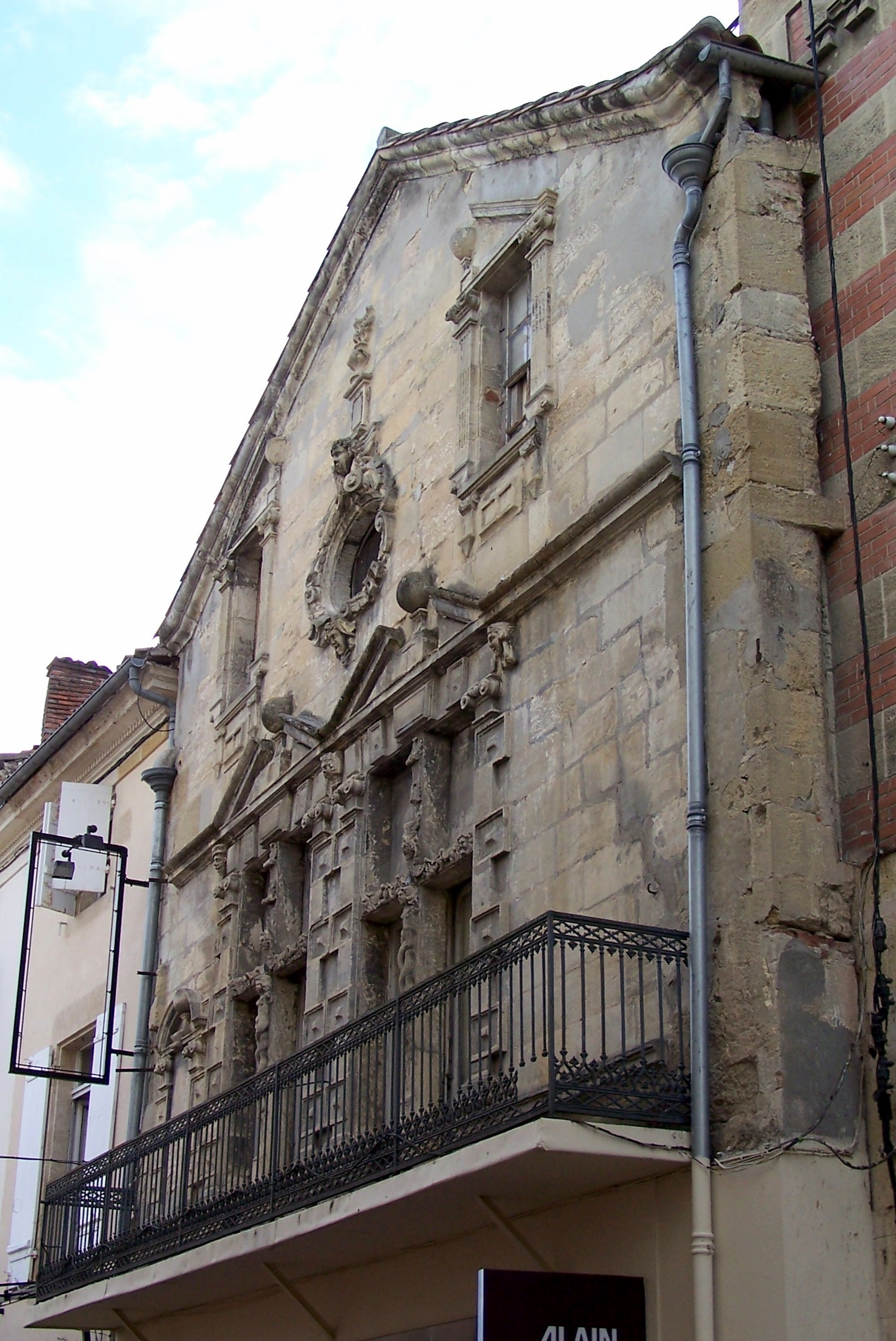
Maison Biros in Langon

Die Maison Biros in Langon, einer Stadt im Département Gironde in der Region Nouvelle-Aquitaine, wurde Ende des 16. Jahrhunderts errichtet. Das Wohnhaus an der Rue Maubec Nr. 51 ist seit 2006 als Monument historique klassifiziert.
Das repräsentative Gebäude wurde für einen reichen Bürger der Stadt errichtet. Die Fassade besitzt einen reichen Dekor vor allem um die Fenster des ersten und zweiten Geschosses: kannelierte Pilaster, Bossenwerk, Rankenwerk, Masken u. a.
Von der historischen Innenausstattung ist nichts mehr vorhanden.